# Rheinische Bürgermeisterverfassung
Die Rheinische Bürgermeisterverfassung ist ein früherer Kommunalverfassungstypus, welcher der Süddeutschen Ratsverfassung hinsichtlich der grundlegenden Kompetenzverteilung zwischen Rat und Bürgermeister ähnelte. Abweichend von der Süddeutschen Ratsverfassung wurde der Bürgermeister hier nicht direkt von den Gemeindebürgern, sondern vom Gemeinderat gewählt. Deshalb hatte der Bürgermeister in der Rheinischen Bürgermeisterverfassung keine so starke (d. h. vom Rat unabhängige) Stellung wie in der Süddeutschen Ratsverfassung. Trotzdem vereinte der Bürgermeister die Aufgaben des Ratsvorsitzenden und des kommunalen Verwaltungschefs. 
Sie setzte sich nach französischem Vorbild im 19. Jahrhundert im Rheinland durch. Die (rheinische) Bürgermeisterverfassung galt nach 1945 in Rheinland-Pfalz und im Saarland. In den 1990er Jahren wurde sie durch Einführung der unmittelbaren Wahl des Bürgermeisters im Sinne der süddeutschen Ratsverfassung abgeschafft. 